# Hippomancie

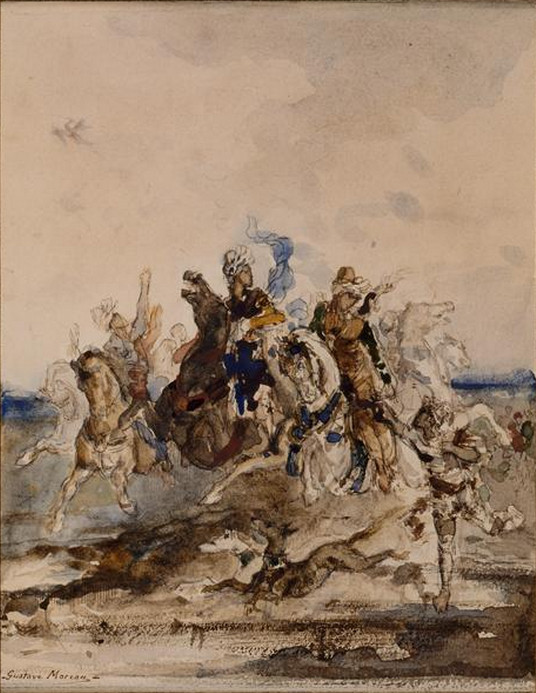
Le cheval de Darius hennit aux rayons du soleil. Ce dessin de Gustave Moreau représente une célèbre scène d'hippomancie.

Vous lisez un « bon article » labellisé en 2014.
L'hippomancie est la divination grâce au cheval, qu'il s'agisse d'interpréter les mouvements ou les hennissements de l'animal, les traces qu'il laisse, ou encore ses ossements. Durant une grande partie de l'Histoire, le cheval est perçu comme un intermédiaire entre l'Homme, la Nature et les dieux. Des facultés de devin ou d'oracle lui sont prêtées, souvent dans le cadre de cultes.
D'après Georges Dumézil, l'hippomancie se généralise chez les Indo-Européens dès la plus haute Antiquité. Des documents et témoignages concernent aussi bien les Romains que les Perses, les peuples celtes, germaniques et slaves. Les rituels d'hippomancie germaniques et slaves comptent de nombreux points communs, en particulier la sacralisation d'un cheval exceptionnel par sa taille et sa robe, vivant près d'un sanctuaire. Ces rituels sont combattus par les évangélisateurs chrétiens du Moyen Âge. La plupart des cultes d'hippomancie disparaissent.
De nos jours, l'hippomancie conserve un rôle en matière d'interprétation des rêves. La vision de présages dans l'attitude d'un cheval et la croyance en son pouvoir de divination restent courantes, notamment dans les campagnes des pays germaniques au XIXe siècle, en Asie centrale, et dans les monts Ozarks, aux États-Unis, de nos jours. La fonction de porte-bonheur attribuée au fer à cheval pourrait relever de l'hippomancie.

## Étymologie et définition

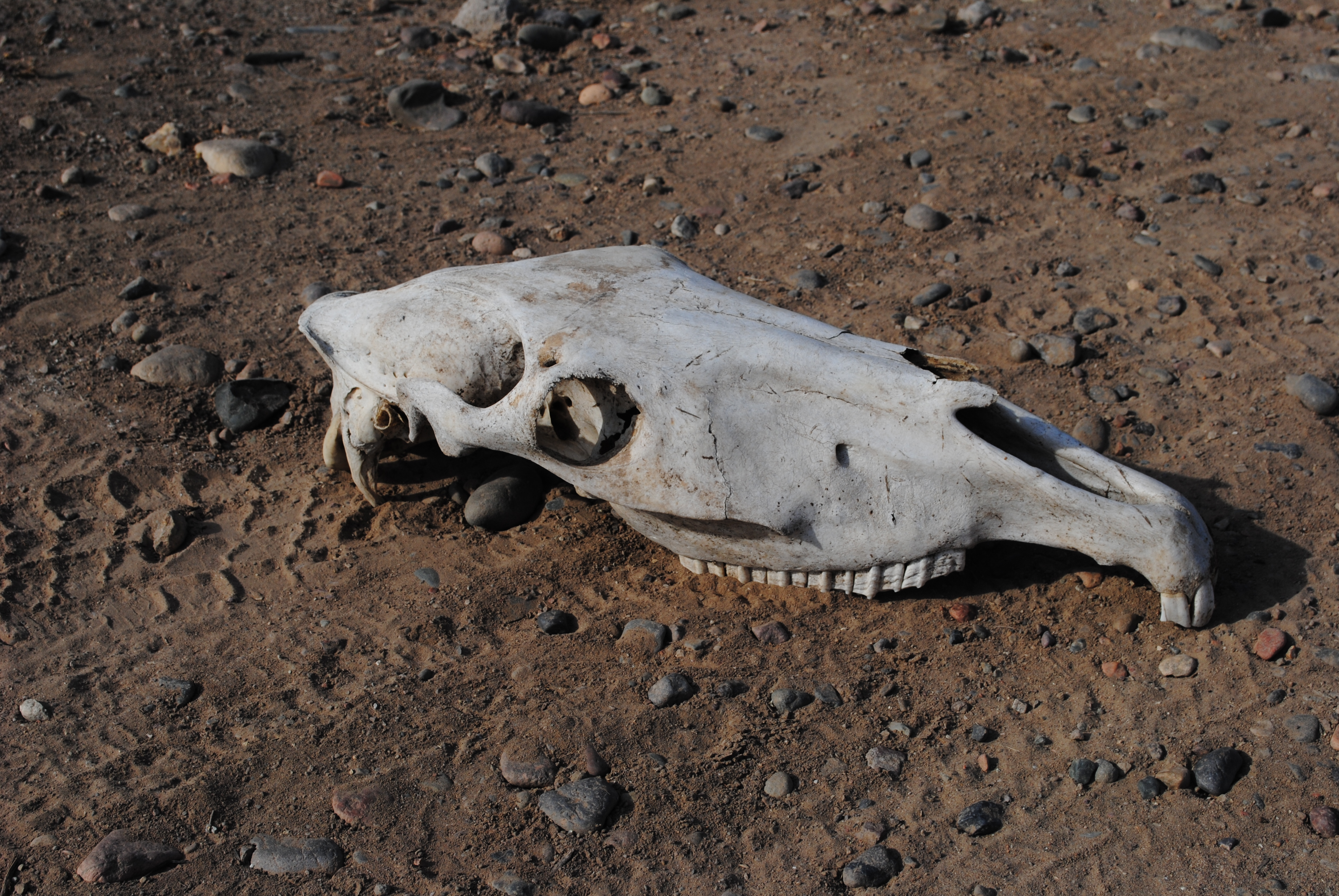
Un crâne de cheval, instrument d'hippomancie.

Le terme « hippomancie  » provient du grec hippos, signifiant « cheval », et de manteia, « divination », qui a donné mancie en vieux français et moyen anglais. Le CNRTL définit l'hippomancie comme étant la « divination par le hennissement et les mouvements des chevaux sacrés ». Plus générale, The Encyclopedia of Divination la décrit comme étant « l'observation des actions d'un cheval suivie de leur interprétation comme présage du futur ». Pour Marc-André Wagner, l'hippomancie au sens strict doit être ritualisée, et découle d'une vision du cheval comme animal messager de divinités ou autres puissances supérieures. Dans son sens étendu, elle inclut aussi l'interprétation des ossements (ostéomancie), celle des rêves, voire celle des objets liés à l'animal comme le fer à cheval. Ceux qui pratiquent l'hippomancie sont nommés « hippomanciens » et « hippomanciennes ». L'hippomancie peut faire appel à diverses techniques de divination, incluant l'interprétation des empreintes de pas ou d'une partie du corps d'un cheval, notamment le crâne. Selon Marc-André Wagner, l'apparition du cheval dans un rêve comme dans la réalité suscite des interprétations variées, qu'elles soient positives ou négatives.

## Histoire
La plupart des historiens de l'Antiquité accordent de l'importance à la prescience des chevaux, l'hippomancie étant largement pratiquée dans l'espace indo-européen jusqu'au Moyen Âge. La forme la plus fréquente implique un cheval vivant, la scapulomancie étant beaucoup plus rare. La plupart du temps, l'hippomancie relève d'une interprétation humaine des mouvements du cheval. Il arrive aussi — beaucoup plus rarement — dans certains contes et récits mythologiques, que des chevaux prennent eux-mêmes la parole pour prophétiser. Le thème du cheval parlant, probablement issu de l'animisme, n'est pas toujours lié à l'hippomancie. La tête du cheval est particulièrement importante en tant qu'instrument de divination. Ces pratiques rituelles sont combattues par la christianisation.

### Chez les Grecs et les Romains

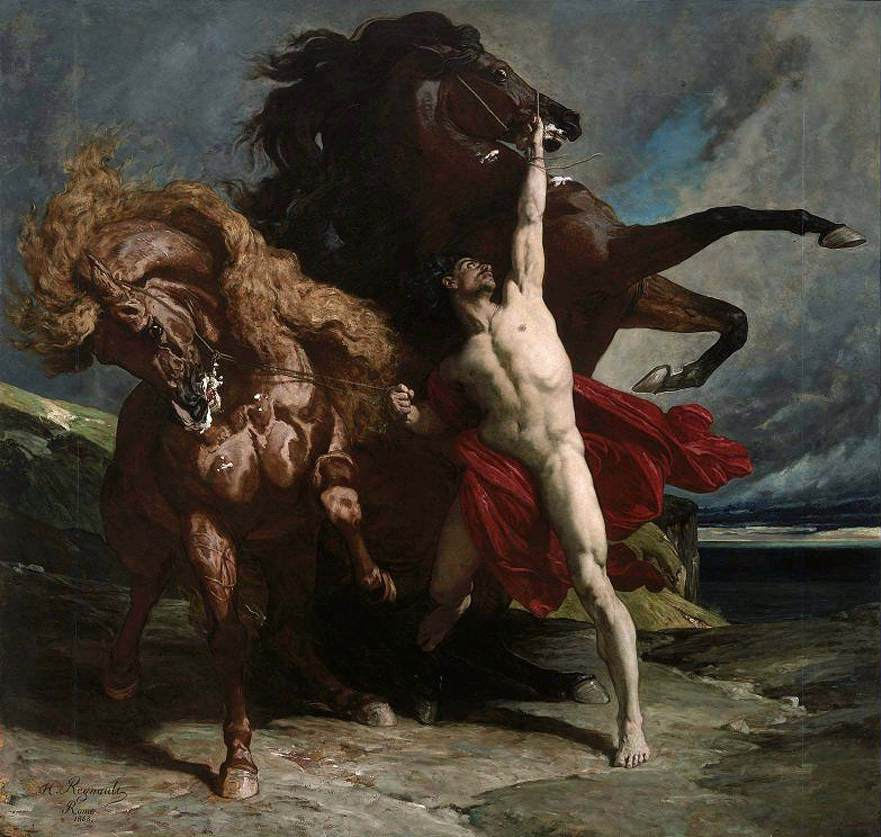
Xanthe et Balios, les deux chevaux d'Achille, sont doués de prescience. Automédon ramenant les coursiers d'Achille des bords du Scamandre par Henri Regnault, 1868, musée d'Orsay.

L'hippomancie rituelle semble inconnue des anciens Grecs, mais des sources latines attestent l'importance que les Romains accordent aux prédictions équines, en particulier dans les contextes guerriers. La défaite des Romains face aux Parthes aurait été prédite par le comportement du cheval de Crassus et par celui de Lucius Caesennius Paetus, qui se seraient emballés au passage de l'Euphrate. Dans l′Énéide de Virgile, Anchise voit quatre chevaux blancs brouter, et les interprète comme un présage de guerre, ajoutant que la paix reste possible, car les chevaux peuvent s'atteler à un char et se montrer dociles. Selon cette même œuvre, Carthage aurait été fondée sur l'emplacement où les exilés de Tyr auraient déterré un crâne de cheval sur l'indication de Junon, signe de victoires guerrière et d'abondance pendant des siècles. Cicéron parle du cheval dans son traité sur la divination, citant la deuxième guerre punique. Caius Flaminius serait tombé sans raison avec son cheval devant une statue de Jupiter Stator, suscitant la méfiance de ses troupes qui y voient un mauvais présage, et lui demandent de ne pas engager le combat. Il n'en tient aucun compte, et demande l'opinion de son pullaire (la divination par des poulets sacrés), qui confirme les craintes de ses troupes. Il part quand même en bataille, mais il meurt au combat et son armée est vaincue par Hannibal. Dans l'Iliade, les chevaux d'Achille Xanthe et Balios sont doués de parole prophétique. Quand Achille retourne au combat, décidé à venger Patrocle, Xanthe baisse la tête et laisse pendre sa crinière, tandis qu'Héra vient de le douer de la parole humaine. Il annonce qu'il ne peut rien changer au destin d'Achille, lui rappelant sa mort prochaine de la main d'« un Dieu et un homme ». Cependant, ce cas de prise de parole d'un cheval pour prophétiser est très rare.
Les sources gréco-latines au sujet d'Alexandre le Grand, en particulier chez Plutarque et dans le Roman d'Alexandre, présentent Bucéphale comme un monstrueux cheval anthropophage, une Pythie prédisant que seul Alexandre sera capable de le monter. La version du pseudo-Callisthène raconte que Bucéphale, habitué à se nourrir de chair humaine, hennit doucement en voyant Alexandre, le reconnaissant comme son maître. Il s'agit d'un mélange entre l'hippomancie et le thème, fréquent, du cheval indomptable qui ne peut être maîtrisé que par un grand conquérant. Le cheval est aussi capable de prédire la mort des monarques : selon Suétone, les chevaux libérés par Jules César derrière le Rubicon ont cessé de s'alimenter et versé des larmes avant le décès de leur maître.

### Chez les Perses
Hérodote et Ctésias attestent l'hippomancie chez les Perses, où elle perdure jusqu'à l'époque sassanide. Georges Dumézil y voit un possible rite d'intronisation indo-européen,. Elle reflète la grande importance du cheval dans la pensée Perse (les futurs iraniens), et peut-être un rôle de devin accordé aux cavaliers militaires. Cependant, l'hippomancie perse s'exerce aussi dans le cadre de la première fonction tripartite indo-européenne, celle de la royauté. D'après les Histoires d'Hérodote au VIe siècle av. J.-C., Darius exploite la croyance des Perses en l'hippomancie pour s'assurer de sa légitimité royale : les six nobles décident de laisser le sort décider qui sera roi, en déclarant que celui dont le cheval hennira le premier au soleil levant sera fait roi des Perses. Darius (ou son palefrenier) recourt à une ruse, pour que son étalon hennisse le premier. Après son accession au pouvoir, il fait ériger un bas-relief gravé d'une inscription disant qu'il doit sa royauté au mérite de son cheval et à celui de son écuyer Oibarès. Il est possible que le motif de l'hippomancie ait été ajouté tardivement au récit de l'accession de Darius au pouvoir (ou mal compris par les Grecs), car il s'accorde avec la vision qu'il voulait imposer, celle de l'élu de la divinité Ahura Mazda. Il est possible aussi que Darius ait eu réellement recours à cette ruse, ou ait propagé cette histoire pour calmer son peuple, qui y croyait.
Les sources gréco-romaines insistent particulièrement sur ce rituel d'hippomancie, et sur la ruse qui a permis à Darius le Grand d'accéder au pouvoir.

### Chez les Celtes
L'hippomancie semble aussi avoir été pratiquée par les peuples celtes de l'Antiquité : dans son Dictionnaire infernal, Collin de Plancy parle de l'hippomancie celte comme d’une divination basée sur le hennissement et le mouvement de chevaux blancs nourris et gardés dans des forêts consacrées, considérés comme les gardiens des secrets divins. Les Celtes considèrent comme signifiants les mouvements de la tête du cheval, les cabrers spontanés, et le départ avec la jambe antérieure droite ou gauche.
Les preuves d'une pratique de l'hippomancie par les Celtes sont indirectes. Claude Sterckx relève dans deux Vitae la présence de chevaux qui provoquent la mort de guerriers impies ayant défié la puissance divine après la prédiction d'un saint, notamment dans l'histoire de Neachtan. Cependant, ces chevaux ne prophétisent pas directement. Dans la Vita de saint Colomba, un cheval blanc est informé de la mort prochaine du saint. Ce motif révèle la présence d'une croyance archaïque antérieure.

### Chez les Germains et les Scandinaves
Jacob Grimm suppose avec justesse que l'hippomancie était connue des peuples germaniques. Des rituels d'interrogation de chevaux-oracles sont mentionnés par Tacite dans La Germanie (98), qui décrit des chevaux blancs « purs » gardés dans les bocages et les bois, « nourris par l'État », et dispensés de toute autre tâche. Le rituel consiste selon lui à les atteler à un char sacré, puis à observer leurs hennissements et ébrouements. Ces chevaux sacrés sont considérés comme les confidents des Dieux. D'après Marc-André Wagner, le char était sans doute destiné à porter une divinité, et le rituel devait compter une immersion dans un lac. Un lien est également possible avec la cléromancie. Ce rituel semble avoir perduré pendant des siècles chez les Germains : vers 1080, Adam de Brême reprend la même description du rituel que Tacite, ce qui laisse à supposer une pratique contemporaine au XIe siècle et une volonté de lutter contre cette survivance de paganisme. Les Excerpta latina barbari font eux aussi mention de ces pratiques — bien que la source en soit peu claire, de même que l′Indiculus superstitionum et paganiarum  (VIIIe siècle), ce qui semble indiquer que la divination par le cheval était très courante chez les peuples germaniques provenant de l'est du Rhin. Elle pourrait s'être maintenue chez les Francs germanophones au VIIIe siècle. Une pratique attestée consiste à placer un groupe de chevaux dans un cercle consacré, pour interpréter selon qu'ils en sortent avec la jambe droite ou gauche en premier : la droite est bon présage, la gauche mauvais présage. Les offrandes et le sacrifice du cheval font partie intégrante de ces rituels, bien que plusieurs types d'animaux puissent être sacrifiés. Les Saxons basent leur hippomancie sur un cheval gardé dans un temple, qu'ils font sortir avant chaque grande opération militaire : si le cheval avance le pied droit, c'est de bon augure.
Le Landnámabók (livre de colonisation de l'Islande) raconte qu'un ondin prédit à Grímr que son fils devrait établir une ville là où la jument Skálm se couchera avec son chargement. En plus d'être prophétique, la jument se fait guide, et gage de prospérité.

### Chez les Slaves

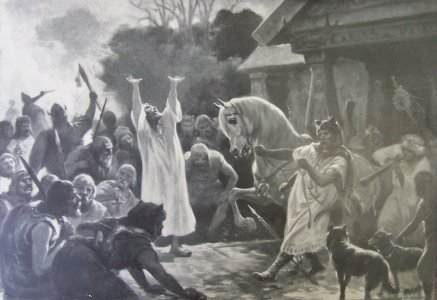
Le cheval-oracle blanc du dieu Svetovid, d'après une peinture de Józef Ryszkiewicz (1890).

L'hippomancie des Slaves a été essentiellement étudiée par le polonais Leszek Słupecki. Ayant relevé de nombreuses traces autour de la mer Baltique, il formule deux hypothèses : la conservation d'anciennes croyances indo-européennes, ou un développement spécifique, cette seconde hypothèse ayant la préférence du germaniste Marc-André Wagner. Des témoignages proviennent de la Chronique de l'évêque Thietmar (1014), relative à la tribu des Luzici établie au sud de la Baltique. Les prêtres creusent la terre, jettent des lots, les recouvrent de gazon, plantent deux pointes de lance croisées dans le sol et font venir un cheval blanc divin et sacré qu'ils vénèrent, dans une attitude de soumission respectueuse. Ce cheval censé être chevauché par le dieu Svarozic confirme ou infirme la prédiction par jet de lots. Les Slaves de l'Ouest élèvent leurs « chevaux sacrés » dans leurs principaux sanctuaires, et y font appel pour chaque événement important, en particulier avant les pillages et pour résoudre des questions relatives aux cultes. Les Lutici ou leurs prêtres ont peut-être décidé de l'alliance avec Henri de Brunswick après un recours à l'hippomancie, bien que la pratique soit d'abord réservée aux conflits militaires. Des actes d'hippomancie se sont tenus devant le temple de Rethra-Riedegost, consistant à faire marcher un cheval au pas entre deux lances croisées. Le résultat dépend de la jambe droite ou gauche, et du fait que le cheval heurte ou non des lances de ses sabots. Il est possible que le rituel ait compté dans un premier temps l'invocation à un dieu chtonien, opposé au dieu solaire Svarozic sur son cheval blanc : le creusement de la terre rappelle les pratiques oraculaires de Delphes, où les forces prophétiques sont censées provenir du sol. Le rituel fait donc intervenir les forces telluriques et les forces solaires, en la présence du cheval blanc sacré de Svarozic.
D'autres témoignages d'hippomancie slave remontent au XIIe siècle. Les deux Vitae d'Othon de Bamberg comptent une longue description de l'oracle du temple de Triglav, à Szczecin. Un superbe cheval y est voué au dieu, sellé d'or et d'argent. Pour recueillir une prédiction, des lances sont plantées au sol et le cheval passe à travers elles. S'il n'en heurte aucune, l'augure est favorable. La selle précieuse est réservée au dieu. Le moine Herbord, assistant au même rituel, précise que le cheval est d'une taille extraordinaire, bien nourri, de robe noire et très sauvage, et que les lances sont au nombre de neuf. La robe noire du cheval est en relation avec le dieu chtonien Triglav, dont l'épithète Tjarnaglofi signifie « tête noire ». En 1168, les Danois conquièrent l'île de Rügen et y commentent l'utilisation du cheval blanc oraculaire du dieu Svantovit dans le temple d'Arkona, impliquant trois groupes de lances érigées. Si le cheval les franchit avec le pied droit, c'est un présage favorable pour les combats. Au contraire si le pied gauche arrive le premier, le projet d'invasion est repoussé :

« Seul le prêtre avait le droit de nourrir ce cheval et de le monter [...] Svantovit [...] montait ce cheval à la bataille contre les ennemis de son sanctuaire. La preuve visible en était apportée, selon eux, par la fait que ce cheval, qui restait la nuit  dans l'écurie, présentait souvent à l'aube des traces de sueur et de boue, comme si, revenant d'un exercice, il avait parcouru de longs trajets. »

— Saxo Grammaticus, Gesta Danorum, XIV, 39
Le cheval est crédité du pouvoir de se dédoubler pour aider le dieu Svantovit à combattre dans un monde parallèle, tout en restant dans son écurie, une croyance très rare en ce qui concerne le cheval lui-même. La Chronique d'Henri le Letton mentionne aussi une survivance de rituel d'hippomancie.

### Scapulomancie et Shagai

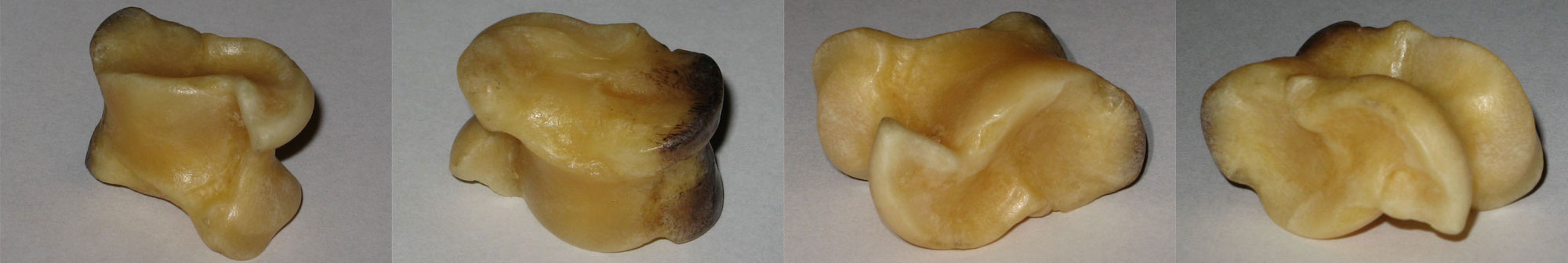
Les positions possibles d'un osselet de Shagai : chameau, cheval, chèvre et mouton.

La scapulomancie peut relever d'une forme d'hippomancie. Cette pratique se développe en Chine, où un devin interprète la forme prise par un os sous la chaleur. Elle se diffuse en Europe à l'époque des Huns. L'os est censé changer d'apparence en réponse à la question. Cependant, le cheval n'a aucun statut particulier dans la scapulomancie, tout os de grand animal faisant l'affaire. De même, cette pratique concerne essentiellement un public savant (notamment à la fin du Moyen Âge), alors que l'hippomancie rituelle indo-européenne est une pratique populaire.
En Mongolie, le jeu d'osselets nommé Shagai peut être utilisé pour la divination. Il se joue avec quatre osselets, dont quatre des faces ont une valeur d'animal selon leur forme : chameau, cheval, chèvre et mouton. La combinaison la plus chanceuse est celle de 4 chevaux.

### Christianisation

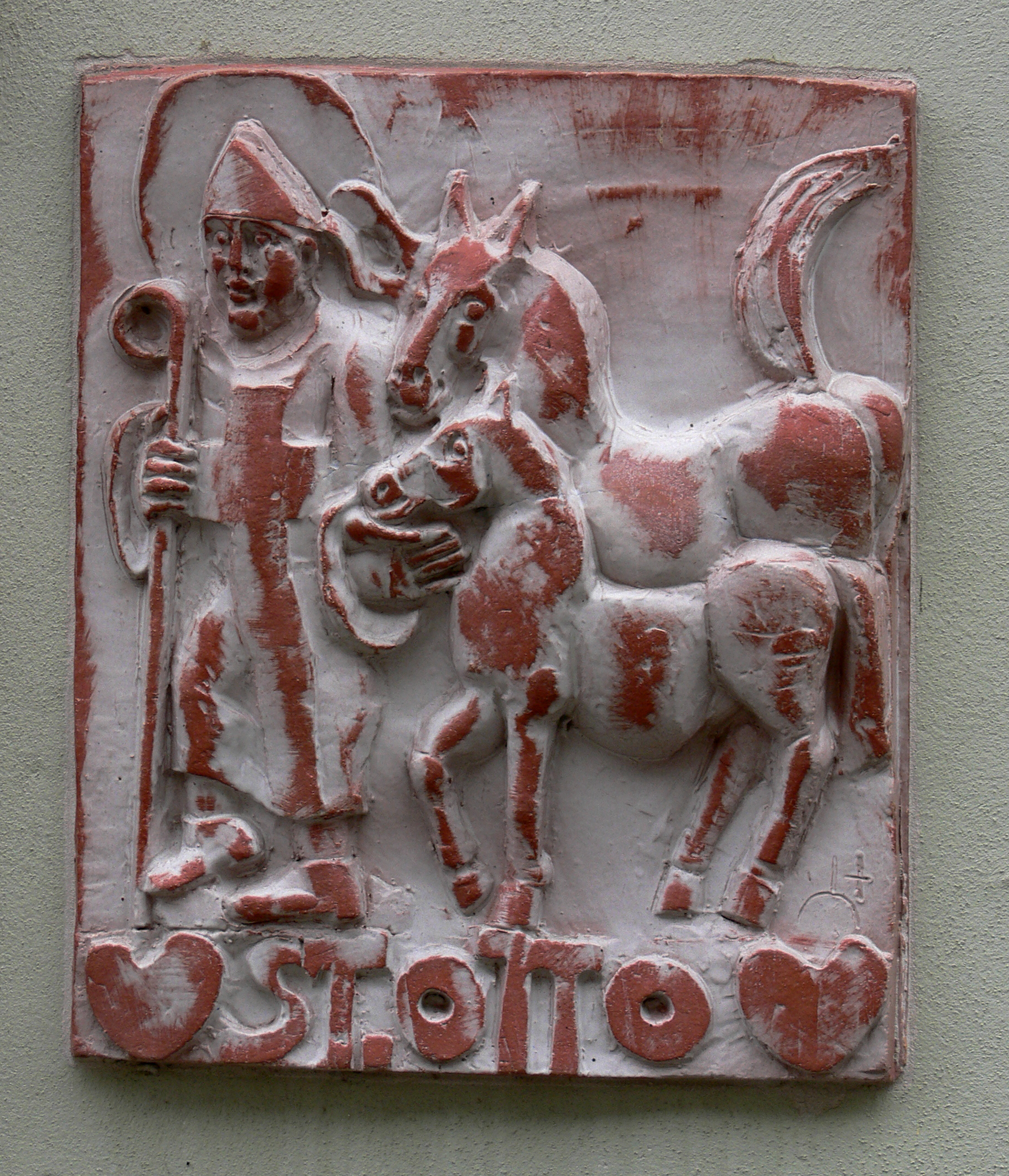
Othon (ici, sur un bas-relief à Bamberg) a combattu les rituels d'hippomancie à Szczecin au XII.

La christianisation de l'hippomancie passe tant par une lutte sur le terrain que par la récupération des rituels, l'Église souhaitant contrôler ou éradiquer cet héritage du paganisme. Les missionnaires chrétiens utilisent diverses techniques. Herbord raconte de quelle manière l'évêque Othon évangélisa les habitants de Szczecin au XIIe siècle : ayant conclu que leur cheval oraculaire devait être éloigné, il ordonna aux habitants de le vendre à l'étranger pour tirer des chars, affirmant que ce cheval en serait bien mieux capable plutôt que de délivrer des prédictions. Vers 1192, un missionnaire cistercien nommé Théodoric est envoyé en Lettonie, où la population païenne le condamne à l'immolation. L'annulation du sacrifice est décidée par l'hippomancie, le cheval ayant avancé sa jambe pour garantir la vie au missionnaire. La chronique révèle aussi de quelle manière les Chrétiens exploitent cette croyance pour évangéliser les Lettons : le cheval-oracle ayant épargné le missionnaire, ce dernier déclare qu'il était chevauché par le dieu chrétien, et non par celui des païens.
Les textes religieux des débuts du Moyen Âge intègrent de plus en plus d'histoires de chevaux oracles. Ces textes n'attribuent pas le pouvoir de divination à l'animal lui-même, mais ils précisent que Dieu s'exprime à travers le cheval. La Vita de saint Colomba (VIIe siècle) raconte ainsi que le cheval du saint irlandais posa sa tête sur ses genoux et se mit à pleurer, devinant sa mort prochaine : 

« À cet animal grossier et irrationnel, de la manière qu'il a choisie, le Créateur a révélé de façon manifeste que son maître allait le quitter. »

— Adamnan von Hi, Vita S. Columbae III, 23
Cette christianisation de l'hippomancie présente un parallèle avec celle des « chevaux sourciers » : les nombreuses légendes antiques qui attribuaient au cheval le pouvoir de découvrir des sources cachées ou d'en faire jaillir d'un coup de sabot, comme la source Hippocrène par Pégase, transfèrent ce pouvoir de l'animal vers une volonté divine contrôlant l'animal, ou vers la volonté de son cavalier. L'hagiographie va jusqu'à reprendre des rituels entiers d'hippomancie en les christianisant : les différentes vies de saint Gall (un saint particulièrement lié au monde animal) racontent toutes que sa sépulture fut désignée par un cheval (ou plusieurs) guidé par la « volonté divine ». Un motif fréquemment repris dans les textes chrétiens est celui du cheval « envoyé par la Providence » et guidé par Dieu. D'autres preuves de cette christianisation de l'hippomancie se retrouvent dans les romans du merveilleux médiéval. Dans le Parzival de Wolfram von Eschenbach (XIIIe siècle), le héros s'en remet à Dieu pour qu'il guide sa monture. Selon Christine Ferlampin-Acher, un passage du roman Perceforest prouve une diabolisation de l'hippomancie au Moyen Âge : pour connaître la date du retour de Perceforest, Sarra lance une conjuration et déclare que quand le poulain aura rompu son licol de fer, le roi sera sur le point de régner. Alors que des chevaux blancs sont le plus souvent choisis selon les sources antiques, le poulain de Perceforest est noir et le rituel est maléfique, de par la mauvaise volonté que met le sort de Sarra à lui répondre.
Le cheval-oracle ne représente qu'un exemple de christianisation d'animal prophétique, d'autres animaux connaissant un sort similaire (oiseaux, bovins...) en passant du statut d'animaux doués de pouvoir à celui d'instruments de la volonté divine.

## Analyse
De nombreux parallèles indo-européens existent au sein des récits et des rituels d'hippomancie.

### Points communs entre les chevaux prophétiques des héros indo-européens

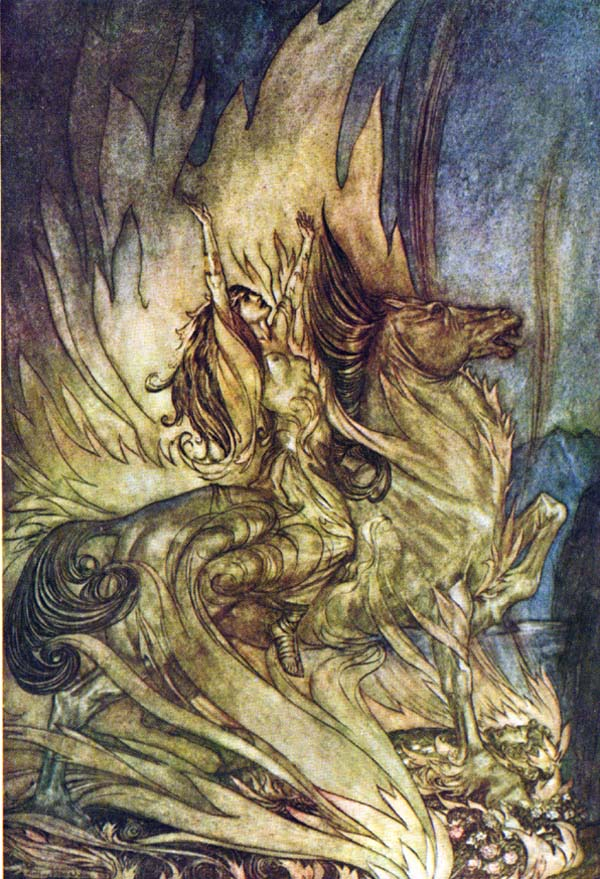
Grane et Brunehilde se sacrifiant dans un brasier à la fin de Götterdämmerung. Illustration d'Arthur Rackham pour l'opéra L'anneau du Nibelung, tiré des aventures de Siegfried.

Henri d'Arbois de Jubainville souligne en 1899 que Xanthe (l'un des chevaux d'Achille, dans la mythologie grecque) et Liath Macha (l'un de ceux de Cúchulainn, dans la mythologie irlandaise) possèdent tous deux des dons de prophétie : ils acceptent de partir au combat mais à contrecœur, sachant quel destin funeste les attend. Bernard Sergent relève de nombreux autres points communs entre ces deux récits héroïques. Dans l'épopée irlandaise, le don de prophétie de Liath Macha appartient au merveilleux naturel, cet animal étant de nature divine, ce qui laisse à supposer que le récit irlandais est plus ancien que le grec. En revanche la parole du cheval d'Achille, pourtant divin, requiert l’intervention d'Héra. De même, dans la mythologie nordique, le cheval Grani montre des dons de divination (ou de télépathie) lorsque Gudrun vient le voir pour lui confier sa peine après la mort de Siegfried, et découvre que « l'étalon sait déjà »,.
Dans la Saga d'Oddr aux flèches, la devineresse Heid dit à Oddr qu'il mourra à cause de la tête du cheval Faxi, qui est blanc avec la crinière d'une couleur différente du corps. Croyant conjurer le sort, Oddr tue le cheval et lui érige un tertre. À l'âge de 300 ans, Oddr passe par hasard sur le tertre érodé par les eaux et heurte le crâne blanchi de Faxi avec sa jambe. Un serpent en sort, le mord, et il meurt empoisonné.
Une chronique russe du XIIe siècle raconte un récit similaire, selon lequel un sorcier prédit au roi Oleg de Kiev qu'il mourra par son cheval. Oleg ordonne que l'animal soit enfermé. Cinq ans plus tard, il s'enquiert de son animal et son grand écuyer lui répond qu'il est mort. Triomphant et sûr que les sorciers ont menti, Oleg demande à voir ses os et marche sur le crâne de son cheval. Une vipère en sort, lui mord le pied, il en meurt. Une source varègue commune est certainement à l'origine de ce récit et de celui d'Oddr.

### Points communs entre les rituels germaniques et slaves
Il existe aussi de nombreux points communs entre les rituels d'hippomancie germaniques et slaves, ce qui tend à accréditer une origine commune. Dans les deux cas, le cheval est sacré, exceptionnel par sa taille, sa robe ou la longueur de sa crinière. Il vit dans un lieu sanctuarisé et fait l'objet d'un interdit de le monter et d'effectuer avec lui des tâches profanes. Une divinité est toujours liée à l'animal, censée le chevaucher ou se tenir dans le char auquel il est attelé. Le rituel slave fait intervenir neuf lances, ce qui rappelle l'arme et le chiffre sacré du dieu germano-scandinave Odin. Les chevaux sacrés de Rügen font l'objet d'un interdit sur le fait d'arracher leurs crins, ce qui rappelle les Faxi (vieux norrois pour « crinière »), les chevaux sacrés scandinaves. Il reste cependant quelques différences. Les offrandes et le sacrifice du cheval font partie intégrante du rituel germain, au contraire de ce qui s'observe chez les Slaves, qui ne font pas d'offrandes. Le fait qu'Oleg ne fasse pas mettre à mort son cheval dans la chronique russe laisse deviner qu'il s'agit probablement d'un acte considéré comme sacrilège pour les Slaves.

## Survivances contemporaines de l'hippomancie
Si les cultes d'hippomancie ont totalement disparu avec la christianisation, l'attribution de pouvoirs prophétiques et de parole aux chevaux s'est conservée dans de nombreuses régions du monde, notamment à travers la croyance au cheval messager de la mort.
Selon Marc-André Wagner, le cheval est toujours vu comme un oracle présageant d'un décès à venir, particulièrement dans les pays germaniques : le présage de mort y est l'interprétation dominante d'une vision de cheval. Le comportement du cheval reste signifiant dans la Germanie du XIXe siècle : un homme va mourir s'il secoue son harnachement nerveusement, un convoi funèbre va passer s'il secoue sa tête en hérissant sa crinière, l'occupant d'une maison mourra bientôt si un cheval refuse de passer devant, celui qui voit un cheval par sa fenêtre devrait bientôt décéder...
Cependant, le cheval reste aussi très largement associé aux notions de prospérité, de chance, de fécondité et de bonne nouvelle, héritage de ces pratiques divinatoires d'hippomancie. Les frères Grimm collectent avec le conte de Ferdinand le fidèle et Ferdinand l'infidèle l'histoire d'un homme qui reçoit un cheval blanc prophétique doué de parole, capable de l'aider et de l'avertir.
Les Slaves conservent des croyances similaires. Un rituel de mariage en Russie, Pologne et Lituanie, au XIXe siècle, veut que la jeune fille jette un bâton par terre et y fasse passer un cheval, le fait qu'il le touche de son sabot en passant par-dessus étant un mauvais présage. La langue anglaise garde une trace de l'hippomancie à travers l'expression I heard it of the horse's mouth, littéralement « je l'ai entendu de la bouche du cheval », qui signifie « je tiens l'information de source sûre ». En néerlandais, le verbe wichelen signifie à la fois « hennir » et « prophétiser ». En russe, l'épithète du cheval vesschii signifie « le voyant ». L'Avesta perse qualifie également le cheval de « voyant ».

### Prophéties animales de Noël
Le don de prophétie du cheval est censé se manifester plus particulièrement à certaines dates calendaires, pendant les douze nuits du passage à l'hiver et surtout celle de Noël. De nombreuses histoires du folklore populaire paysan parlent aussi du danger que représente le fait d'épier les chevaux pour tenter d'obtenir leur prophétie ces jours-là. Dans la campagne allemande, les paysans n'osent pas appeler les chevaux par leur nom et emploient des périphrases respectueuses, par crainte du pouvoir de leurs animaux. Si l'on dort près de la mangeoire d'un cheval à Noël, la croyance veut que l'on fasse un rêve prophétique confié par les chevaux. Dans le Tyrol, ces prophéties de chevaux portent le nom de Viehlosen, soit « tirage au sort animal ». Au Québec et en Acadie, les animaux se mettraient aussi à parler à minuit. Une histoire y raconte qu'un fermier surprit son cheval disant à la vache « demain nous porterons notre maître en terre ». Ce fermier mourut pendant la nuit.

### Aux États-Unis
Une forme d'hippomancie non-religieuse, relevant de la superstition, existe toujours dans les monts Ozarks, dans le Missouri et l'Arkansas, aux États-Unis. Pendant divers événements, il est d'usage d'observer les chevaux et leurs cavaliers. Une croyance courante veut que la vision d'une fille ou femme rousse sur un cheval blanc soit favorable. Cependant, le présage le plus bénéfique réside dans la vision d'un cavalier sur une mule. Si les chevaux se mettent à courir partout dans leur pâture en hennissant sans raisons, cela signifie que quelqu'un dans l'entourage immédiat est en train de mourir. Lorsque la queue d'un cheval devient très volumineuse et broussailleuse, cela indique une pluie imminente, particulièrement en cas de sécheresse.

### En Asie centrale
Une croyance commune à toute l'Asie centrale fait du cheval un psychopompe, chargé de guider les âmes des morts dans l'au-delà. Sans qu'il n'y ait mention de rituels d'hippomancie, le cheval est perçu comme un révélateur de l'invisible selon les croyances de la Mongolie contemporaine. Les propriétaires de chevaux utilisent leurs animaux pour prévoir ou révéler la présence de choses invisibles, notamment celle des fantômes. Ainsi, lors des enterrements, le cheval est censé pouvoir choisir le meilleur endroit pour la sépulture du défunt : s'il urine, c'est bon signe.
Au Kirghizistan, l'épopée d'Er-Töshtük, inspirée du chamanisme et connue par des sources orales collectées de la fin du XIXe siècle au milieu du XXe siècle, met en scène le cheval merveilleux Tchal-Kouyrouk. Capable de comprendre le langage humain et de parler, il avertit son maître et cavalier des dangers à venir et le conseille pour les éviter.

## Interprétation des rêves de chevaux
Les rêves impliquant la vision d'un cheval suscitent eux aussi des interprétations prophétiques. Artémidore d'Éphèse (Ier siècle) propose une interprétation très large, dépendante du métier et du statut social du rêveur : rêver de monter à cheval est généralement bon présage. La vision d'un attelage en paire ou en quadrige annonce une mort future, sauf pour les athlètes pour qui c'est le signe d'un futur triomphe, et à l'exception des coureurs pour qui cela annonce une défaite. Les femmes riches qui se rêvent traverser une ville sur un char auront des sacerdoces, par contre pour les filles pauvres, la même vision en rêve signale la prostitution. Pour les esclaves, cette image annonce une liberté imminente. Le malade qui rêve d'entrer dans une ville à cheval devrait trouver la guérison, par contre il mourra s'il se voit quitter la ville à cheval.
En Allemagne à la fin du XIXe siècle, rêver d'un cheval signifie, pour une femme, qu'un amant va se présenter à elle, mais les songes de chevaux sont dans l'ensemble interprétés de manière négative par les Germains, en particulier en Prusse-Orientale, où ils annoncent la mort à coup sûr. Le dictionnaire des rêves de Hanns Kurth interprète le cheval en relation avec la vie psychique et érotique. Le fait d'enfourcher un cheval blanc serait signe de chance et de succès, celui d'enfourcher un cheval noir signe de succès éphémère. L'animal peut avoir des significations très larges selon le contexte : il signifie la liberté s'il est visionné dans un pré, l'aisance dans l'écurie, et présage d'une grande réussite sociale future s'il est vu sellé mais sans cavalier. Rêver d'un cheval turbulent que l'on parvient à monter témoigne d'une réussite future après avoir surmonté de nombreuses difficultés. En Mongolie, rêver d'un cheval porte bonheur.
Des cas de rêves prophétiques impliquant un cheval sont cités dans divers ouvrages. Dans ses Prophéties de la nouvelle sibylle, Mlle A. Lelièvre parle d'un « rêve vraiment prophétique » où elle s'est vue au sommet d'un grand arbre, entourée d’hommes combattant, quand passe au pied de son arbre un cheval noir, qu'elle enfourche et qui l'emporte au galop à travers les rues de Paris, toutes dépavées. Le rêve se termine sur la vision des personnages de l’antiquité que l’histoire représente comme ayant prononcé des oracles. John William Dunne, un ingénieur britannique en aéronautique né en 1899, dit avoir rêvé d'un cheval fou emballé sur un chemin qu'il connaissait la veille où un tel accident se produisit. Cependant, pour Richard Wiseman, le souvenir d'un rêves inconscient peut être réactivé par un événement qui le rappelle. Le souvenir du rêve remonte alors en mémoire de la personne qui l’interprétera comme prophétique. Il cite l'exemple de quelqu'un qui voit le mot « galop », l'oublie, puis voit le mot « cheval » et s'en souvient.

## Fer à cheval
D'après Marc-André Wagner, le sens donné au fait de trouver un fer à cheval relève d'une forme d'hippomancie, les objets liés au cheval étant eux aussi considérés comme porteurs de présages. Dans les traditions germaniques, trouver un fer à cheval est toujours vu comme un signe de bonne fortune future.